# اجمیر سینگ چوپرا
اجمیر سینگ چوپرا (انگلیسی: Ajmer Singh Chopra؛ زادهٔ ۱ ژانویهٔ ۱۹۵۳) بازیکن بسکتبال اهل هند بود. وی در بازی‌های المپیک تابستانی ۱۹۸۰ شرکت کرده‌است.